# Belgische Feldpost

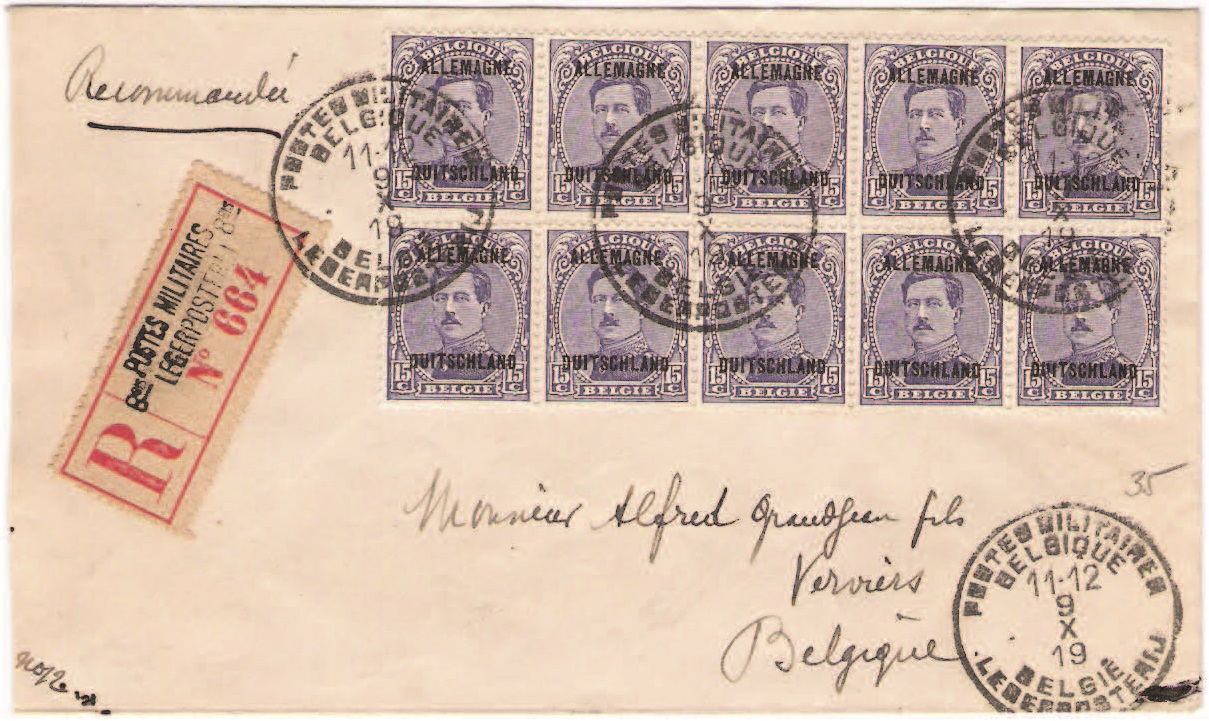
Belgische Feldpost Umschlag 1919

Die belgische Feldpost wurde mit der Unabhängigkeit Belgiens  und der Gründung einer eigenen belgischen Armee 1830 eingerichtet. Sie nahm in den historischen Zeitabschnitten, insbesondere in und in Folge der beiden Weltkriege je besondere Ausprägungen an.

## Geschichte

### Freiheitskrieg 1830–1839
Die nach der Unabhängigkeit Belgiens 1830 begründete belgische Armee verwendete schon fünf Jahre später den ersten Feldpoststempel, der bis etwa 1837 und immer in rot abgeschlagen wurde.

### Herbstmanöver 1883–1913
Feldpostbelege finden sich erst wieder ab 1883. Bei Manövern wurde ein Einkreisstempel ohne Unterscheidungsziffer und Jahreszahl eingesetzt. Die Stempel hatten einen Durchmesser von 23 mm und die Randinschrift „POSTES MILITAIRES / BELGIQUE“. Innen befanden sich in drei Zeilen der Tag in Ziffern, der Monat abgekürzt in Buchstaben und darunter die Zeitangabe entweder 1 -12 M (Matin) oder 1 -12 S (Soir).
Nach der Erprobungszeit bei den ersten Manövern führte der königliche Erlass (Erl. Nr. 8413 vom 13. April 1887) zur Bildung einer gemischten Kommission aus Militärs und Postlern. Sie hatte die Grundlagen einer Feldpostorganisation auszuarbeiten.

Belgische Feldpoststempel

In Folge wurde zum bisherigen Stempel eine Unterscheidungsziffer in den Stempel eingefügt. Diese Stempel wurden ab 1888 verwendet. Durch einen Erlass vom 26. April 1893 wurde festgelegt, dass für das Große Hauptquartier und für jede Infanterie- bzw. Kavallerie-Division ein Feldpostamt einzurichten war.
Bei den Manövern ab 1897 wurde die Zeitangabe auf 1 bis 24 umgestellt. Man folgte dabei der Veränderung in den Stempeln der üblichen Post.
Bei den letzten beiden Manövern von 1908 und 1909 war im Stempel zudem noch eine vierte Zeile mit einer zweiziffrigen Jahresangabe eingeführt worden.
Eine neue Stempelform findet sich erstmals auf Post aus dem Manöver 1913. Dies war notwendig geworden, als 1910 in Belgien (Ordre vom 19. Oktober 1910) die Zweisprachigkeit eingeführt wurde. Der Einkreisstempel hat einen Durchmesser von 28 mm. Inschrift: „POSTES MILITAIRES BELGIQUE / Unterscheidungsziffer / BELGIE LEGERPOSTERIJ“. Im Inneren standen oben die Uhrzeit, darunter der Tag in lateinischen Ziffern gefolgt von der Monatsangabe in römischen Ziffern und der Jahresangabe in zwei lateinischen Ziffern.
Während dieser Zeit gab es keine Portofreiheit für Sendungen von und an Soldaten, auch nicht anlässlich der Manöver.

### Erster Weltkrieg
Mit der Mobilmachung am 1. August 1914 wurde jeder aktiven Division ein Feldpoststempel zugewiesen. Das zentrale Verteiler-Postbüro wurde am 2. August 1914 im Nordbahnhof von Brüssel eingerichtet. Schon am 9. August zog es um in ein Büro in der Nähe des Bahnhofs Antwerpen-Süd. Ende Oktober musste es nach Calais verlegt werden, wo es während des Krieges stationiert blieb. Alle Feldpostämter versorgten nur die ihnen zugewiesenen Divisionen. Nachschubeinheiten und Lazarette wurden durch die örtliche Post versorgt.
Seit dem 7. August 1914 galt Portofreiheit für Militärangehörige. Dies erforderte einen Vermerk wie „SM“ (Service Militaire), „MD“ (Militaire Dienst) oder „FM“ (Franchise Militaire) auf der Postsendung.
Die Portofreiheit erstreckte sich nicht auf alle Postdienste. So musste etwa für einen Einschreibbrief 0,25 Fr. gezahlt werden. Briefe ins Ausland kosteten nach den Niederlanden 0,20 Fr. (galt wahrscheinlich für jeden Bestimmungsort in Europa) und nach den USA 0,25 Fr.
Im Februar 1915 wurde eine Reorganisation des Feldpost-Dienstes durchgeführt. Bis Anfang 1920 hatte die Unterscheidungsziffer keine Bedeutung, da sie aus Sicherheitsgründen nicht mehr fest den Divisionen zugeordnet wurden. Das ist auch der Grund für die Anschaffung von Stempeln ohne diese Unterscheidung, die von März 1915 bis Ende 1919 in Gebrauch waren. Von diesen Stempeln sind bis zu 60 unterschiedliche Varianten bekannt. Die variablen Datum- und Uhrzeitangaben unterschieden sich in Schreibweise und Anordnung.
Der Stempel „8 BIS“ wurde eingeführt. Der erste Abschlag ist vom 16. März 1915 bekannt, der letzte vom 15. Juli 1915. (Seit dem 7. Juni 1915 mit einem schwarzen Balken statt der Jahreszahl.) Eine Versorgungseinheit, zuständig für die Strecke Veurne-Roesbrugge, erhielt ihn zugeteilt. Die Einheit wurde später vom Zentralen Postdienst direkt bedient.
Zur Abstempelung von Einschreibzetteln (nach französischem Muster) wurde ein zweisprachiger, zweizeiliger Stempel verwendet. War der Stempel nicht greifbar, wurde die Angabe auch mal handschriftlich gemacht.

#### In Deutsch-Ostafrika 1916–1918

Belgische Feldpoststempel aus Deutsch-Ostafrika

Während des Ersten Weltkriegs in Ostafrika hatten die Alliierten im Jahr 1916 stärkere Kräfte zusammengezogen und marschierten aus Kenia, Belgisch Kongo und Nyassaland in Deutsch-Ostafrika ein. Durch Befehl vom 11. Juni 1916 erhielt jede belgische Einheit eine mobile Feldpoststation. Zur eigentlichen Aufgabe, der Versorgung der Truppe mit Nachrichten aus der Heimat, kam die Übernahme der zivilen Post in den neu besetzten Gebieten. Deutsche Poststellen waren noch im Juni/Juli 1916 tätig. Beim Rückzug wurden die Ortsstempel entweder mitgenommen oder gründlich zerstört, so dass dringend neue Stempel angeschafft werden mussten. Bis zur Einführung geeigneter Stempel verwendete man die Feldpoststempel der gerade anwesenden belgischen Einheit. Eine Zuordnung von Stempel zu Postort ist für diese Zeit kaum noch möglich.
Ein Doppelkreisstempel aus Metall mit der Inschrift „B.P.C.V.P.K.“, Feldpostnummer und Datum wurde im September 1916 eingeführt. Die Buchstaben stehen für „Bureau Poste Campagne Veld Post Kantoor“. Die Feldpostnummern gingen von 1 bis 20. Ob diese Stempel nun bei fest stationierten Feldpostämtern waren oder auch wechselten muss noch erforscht werden.
Die Stempel 11, 12 und 13 wurden auch in Lagern für internierte Deutsche verwendet.
Ende 1916 kam ein Einkreisstempel mit der neuen Inschrift „Postes Militaires“ und Datum hinzu. Ähnlichkeiten zu dem in Europa gebräuchlichen Feldpoststempel sind deutlich. Dies gilt auch für den Variantenreichtum vor allem in der Anordnung der Datumzeilen. Ob durch diesen Stempel die Trennung der zivilen und militärischen Post vorbereitet werden sollte, ist Spekulation. Aus der Verwendung der Stempel konnte bisher keine Erklärung gefunden werden.
In Anlehnung an die erste Stempelform ist mit der Inschrift „KISUMU / Datum/ B.P.C.V.P.K.“ ein weiterer Stempel eingeführt worden. Kisumu war für die belgischen Truppen besonders wichtig. Auch dieser Stempel war nicht standorttreu. Ende 1918 tauchte er für den Telegrafendienst in Karema und im Herbst 1921 in Kigoma auf.
Da Kisumu nicht zum Kriegsgebiet gehörte, kann der Stempel nicht auch gleichzeitig für die zivile Post verwendet worden sein. Die Verwendung des Stempels „Postes Militaires“ verbot sich aus dem gleichen Grund. Ein Doppelkreisstempel mit der Inschrift „KISUMU BELGE“ löste das Problem.
An anderen Orten ist die Anwesenheit der belgischen Feldpost nicht so deutlich nachweisbar. Oft wurden irgendwelche Notstempel oder noch aufgefundene Nebenstempel abgeschlagen.
Da belgische Einheiten häufig mit den britischen Truppen gemeinsam operierten, sind auf belgischen Sendungen auch Stempel der britisch-indischen Feldpost bekannt. (zum Beispiel F.P.O.320)
Alle diese Stempel können auf Marken und Ganzsachen von Belgisch-Kongo mit Überdruck wie „RUANDA“, „URUNDI“, „KIGOMA“, „EST AFRICAIN ALLEMAND - OCCUPATION BELGE“ oder mit Wertüberdruck vorkommen.
Das Gebiet von Ruanda-Urundi wurde Belgien durch den Völkerbund als Mandat zugeteilt. Die Feldpoststempel wurden nach und nach durch zivile Doppelkreisstempel mit Ortsnamen abgelöst. Solche Stempel sind auch auf Dienstpost belgischer Einheiten zu finden, ebenso kommen Feldpoststempel auf privaten Sendungen vor.

### Rheinlandbesetzung 1918–1930
Für die  Rheinlandbesetzung sind aus der ersten Zeit die Stempelnummern von 1 bis 8 bekannt. Die Postversorgung lief über die militärische Bahnpost „Brüssel – Herbesthal“
Die Truppenverschiebungen und die nicht zugeordneten Stempel machen es sehr schwer, die Feldpostämter zu lokalisieren. Bekannt sind Stempel mit den Nummern: 1 — Köln, Trier und Andernach, 2 — Aachen, 3 — Koblenz, Aachen und Kevelaer, 4 — Aachen, Büderich, Straelen und Mönchen-Gladbach, 5 — Geldern, Issum, Xanten, Kevelaer, Krefeld, Homberg und Rheinberg, 6 — Aachen und Köln, 7 — Köln, Neuss, Mönchen-Gladbach und Duisburg und 8 — Goch, Kleve, Kalkar, Köln, Emmerich, Bad Kleve, Malmedy, Montjoie (Monschau), Manderfeld, Aachen, Elsenborn, Burg Reulant und St.Vith.

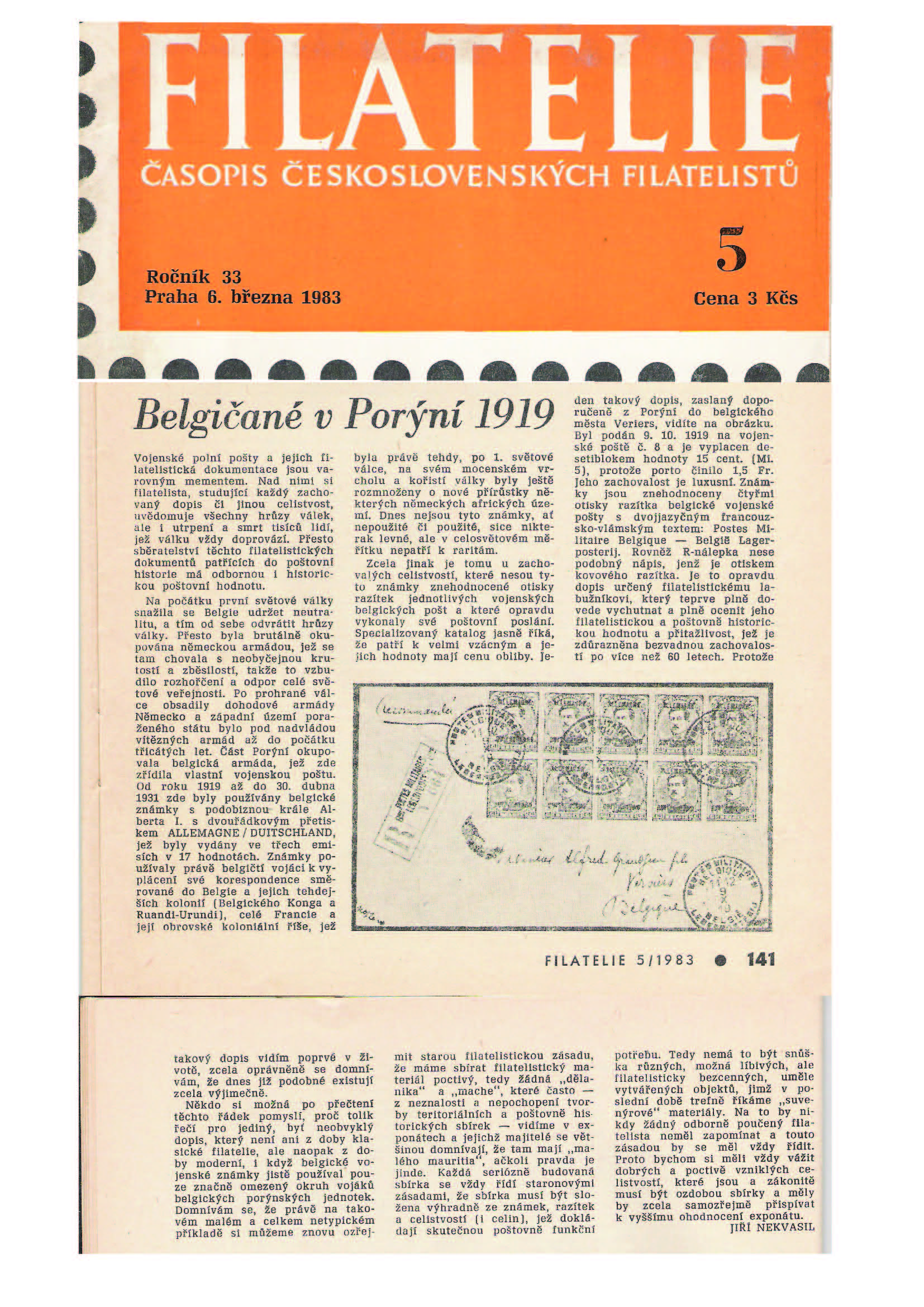
Belgischer Feldpost in Rheinland 1919

Die Post an die Truppen im Kreis Malmedy wurde bis zur Volksbefragung in der britischen Zone (Elsenborn, Malmedy, St.Vith, Bullingen, Manderfeld, Reuland und Schönberg) über Stavelot und nicht über Aachen vom Feldpostamt Nr. 9 in Malmedy verteilt. Das Feldpostamt Nr. 10 wurde am 17. Mai 1920 im Lager Elsenborn eingerichtet, um die dort zu einem Manöver angerückten Truppen zu versorgen. Es war dem Feldpostamt in Aachen unterstellt.
Auf Grund eines Regierungsbeschlusses vom 1. Februar 1920 wurden bis zum 16. Februar 1920 die mobilen Feldposten, die den Einheiten zugeordnet waren und die Truppenbewegungen mitzumachen hatten, in feste Feldpostämter umgewandelt. Sie hatten nun die Garnisonen einer Region mit Postverbindungen zu versorgen.
Die Postversorgung lief nun über die Bahnpost Brüssel – Aachen. Auf dieser Strecke wurde der Stempel mit der Nummer 12 verwendet.
Von Aachen aus wurde die Post zu den einzelnen Feldpostämtern befördert und vom Militärbriefträger zur Einheit gebracht. Der Postunteroffizier (Vaguemestres) besorgte dort die Postdienste der Einheit. Er hatte Briefmarken vorrätig und er überwachte die Rechtmäßigkeit der Portofreiheit. Post in die Heimat war entweder in die Briefkästen zu legen, die vom Vaguemestres geleert wurden und die es in jedem Bezirk gab, oder man musste sie dem Militärbriefträger mitgeben bzw. beim Feldpostamt aufliefern lassen, wo sie dann auch gestempelt wurden. Es waren dies die Nummer: 1 — Aachen, Hauptpostamt, 1 A — Aachen, Hauptpostamt (nur gelegentlich, ab 1923), 2 — Geilenkirchen, 3 — Mönchen-Gladbach, 4 — Krefeld, 5 — Geldern, 6 — Neuss, 7 — Moers, 8 — Kleve und Emmerich, 9 — Malmedy, in der britischen Zone, vom 8. März 1921 bis zum 25. August 1925 in Duisburg, 10 — 17. Mai 1920 bis zum 11. April 1921 Elsenborn, Kreis Malmedy, vom 7. Februar 1923 in Osterfeld und Ende Mai bis zum 24. Juli 1925 in Bottrop, 11 — von Mai 1921 bis zum 28. März 1923 in Alpen, vom 29. März 1923 bis zum 4. April 1925 in Gladbach, es hatte die Garnisonen in Marl, Dorsten und Lenkerbeck, Post Marl zu versorgen und 12 — Dieser Stempel war dem Postzug Aachen – Brüssel vorbehalten.
Am 31. Januar 1926 räumten französische und belgische Truppen die erste Zone des Rheinlandes. Zur endgültigen Räumung des Rheinlandes kam es aber erst am 30. Juni 1930. Mit der Schließung des Hauptpostamts in Aachen am 27. November 1929 war das Ende der belgischen Feldpost in Deutschland vollzogen.

#### Postzensur
Man kann die Zensurmaßnahmen des belgischen Militärs während der Rheinland- und Ruhrbesetzung in vier Perioden einteilen.
- a.) vom 16. Dezember 1918 bis 11. Februar 1919 — In dieser Zeit wurde die Postzensur durch die Bezirkskommandanten durchgeführt. Die einzelnen Postzensurstellen der belgischen Besatzungstruppen verwendeten in dieser Zeit alle sehr verschiedene Stempel.
- b.) Vom 12. Februar 1919 bis 14. Oktober 1919 — Die Zensurmaßnahmen waren nun geregelt. Der Postaustausch mit dem unbesetzten Deutschland, den anderen Zonen und dem Ausland war ebenso geregelt wie der Umfang der Zensurmaßnahmen. Geregelt war auch die Zuständigkeit der Zentralen Zensurstellen in Geldern, Mörs, Krefeld, Mönchen-Gladbach und Erkelenz.
- c.) vom 15. Oktober 1919 bis 9. Januar 1920 — In dieser Zeit wurde die Zensur durch zwei mobile Postkontrollkommissionen durchgeführt.
- d.) ab 10. Januar 1920 — unterstand die Postüberwachung nun einer neuen Organisation.

Die Zensurstelle in Aachen war anfänglich (12. Februar 1919) in der Hauptpost untergebracht. Am 22. April 1919 wurde in Aachen, in der Kaiserallee eine Behörde für die Überwachung des postdienstlichen Briefverkehrs mit dem unbesetzten Deutschland eingerichtet. Hier musste täglich die gesamte Dienstpost vorgelegt werden. Nach einer stichprobenhaften Überprüfung erhielten sie von Mitte 1919 bis Anfang 1920 einen Kontrollstempel.

### Zweiter Weltkrieg
Mit der Mobilmachung in Belgien 1939 wurden die Stempel 1, 1A, 3 bis 20, 22 bis 25 und 29 bis 36 in Gebrauch genommen. Es waren dies neue Stempel mit der Jahreszahl in vier Ziffern (1939 oder 1940), ansonsten mit der gleichen Inschrift wie die von 1913/29. Eine Ausnahme bildete der Stempel „13“, von diesem Feldpostamt sind auch Abschläge mit der Jahreszahl in zwei Ziffern (39/40) bekannt.
Belgische Truppen waren mit einigen Einheiten und ihren Stempel nach Frankreich verlegt worden. Diese neu eingerichteten Postbüros nahmen selbstgemachte Notstempel in Gebrauch.
Die „1. Belgian Postal Base Section“ wurde am 3. Januar 1945 eingerichtet, dem „Tag der Befreiung“. Der Zweite Weltkrieg war aber noch nicht zu Ende. Die 1. Belgische Infanterie-Brigade „Liberation“ war Teil der Britischen Armee (BAOR = British Army of the Rhine). Sie erhielt eine eigene Feldpostnummer für die Zeit von Mai 1944 bis 1946. (FPO 665). Belgische Soldaten nutzten auch andere A.P.O. Nummern.
Der Postdienst der 1. Belgian Postal Base Section war Bestandteil der Feldpost, der B.L.A. (British Liberation Army) der 8 BAPO (8th. Base Army Post Office) und der britischen Feldpost.
Das erste Büro befand sich ab 3. Januar 1945 in Antwerpen in der Solvijnstraat und zog schon im März 45 nach Brüssel in die Zuiderstation. Diese Dienststelle sorgte für die Verteilung der Post an die belgischen Soldaten im Felde und übergab sie daher an die A.P.O oder B.L.A. Die Beutelfahnen waren rot. Damit wurde erreicht, dass die Post bevorzugt nach Antwerpen bzw. später nach Brüssel geleitet werden konnte und somit früher bei den Soldaten ankamen. Umgekehrt übergab die A.P.O. bzw. B.L.A. die von den belgischen Soldaten aufgelieferten Sendungen der 1. Belgian Postal Base Section, die nun ihrerseits die Post an die Belgische Post weitergab und für die eilige Beförderung sorgte.
Zur Abstempelung der Sendungen wurden meistens britische bzw. APO-Stempel benutzt. Andere Quellen berichten von belgischen Einheiten, die zusammen mit dem kanadischen Kontingent kämpften. Das ist soweit richtig. Zum 3. Januar 1945 waren diese Einheiten aber nicht mehr beim kanadischen Kontingent. Mit der Kapitulation der deutschen Truppen am 8. Mai 1945 endeten die Dienste der 1. Belgian Postal Base Section.

### Nachkriegszeit
Die belgische Armee nahm 1946 an der Besetzung Deutschlands teil. Sofort wurde ein selbständiger belgischer Feldpostdienst für die eigenen Truppen in Deutschland unter der Bezeichnung S.M.P.C. (Service Militaire des Postes et Colis – Militaire Post- en Paketdienst) eingerichtet. Gleichzeitig bildet sich eine zweite Gruppe, das B.P.A. (Bureau Postal d'Armée – Leger Post Bureau) es organisierte die Einrichtung der 11 Militärpoststellen im Laufe des Jahres 1946.
Mit Änderungen und Anpassungen wurde die Organisation im Wesentlichen wie 1939/40 beibehalten. Chef der Direktion wurde Herr Leuridan. Die anderen Bediensteten waren schon 1940 bei der BPC. (Bureau Postal Centralisateur) und später bei der 1. Belgien Postal Base Section tätig gewesen. Das Personal bestand aus Zivilisten, die auf ihrem Dienstposten einem entsprechenden Dienstgrad mit allen Rechten und Ansprüchen gleichgestellt wurden. Der Organisationsaufbau war streng hierarchisch. Obenan stand die Direktion des militärischen Post- und Paketdienstes. (D.S.M.P.C. = Direction du Service Militaire des Postes et Colis). Es folgten die B.P.A. (Bureau Postal d'Armée), die den Briefwechsel innerhalb der Truppen zentral steuerten und durchführten, das Divisions-Feldpostbüro (B.P.D./1 = Bureau Postal Divisionaire) und zuletzt die Poststellen (B.P.S. = Bureau Postal Secondaire). Bei den Poststellen unterscheiden wir zwischen den festen Poststellen, den Manöver-Poststellen und den Reserve-Poststellen (Einsatz bei Mobilmachung).
Die Feldpostbüros in der Zeit von 1914/18 und 1939/40 gehörten förmlich zur Truppe. Von diesem Grundsatz löste man sich. Die Poststellen wurden an einem Ort eingerichtet und taten Dienst für die zu ihrem Bereich gehörenden Einheiten. Anfangs zog die Poststelle schon mal mit um, wenn der wesentlichste Teil der Truppe verlegt wurde.

Grenzen des belgischen Sektors

Der „Belgische Sektor“ lag zwischen Eifel und Sauerland und war dadurch Teil der Britischen Zone.

#### Verwaltung
Neben den besonderen Postbüros mit Stempelinschriften, wie Direktion „SMP-DIR-MPD“, später „DIR-POST“, der Verrechnungsstelle „S.P.C./A-C.P.“ oder „SMP/CP“ kamen die Auswechselungsämter in Aachen „BPD / 1“ oder B.P.A. und einige in Belgien. Die Stempel wurden nur im internen Postbetrieb verwendet und tauchen nur selten auf.

#### Bahnpost
Die Eisenbahnpostbüros wurden seit dem 6. Februar 1948 an den Militärzug DVT (Dagelijkse Verlofgangers Trein) angehängt. Als Nachtzug verkehrte er zwischen Brüssel und dem besetzten Deutschland (B.B.S. Belgische bezettingsstrijdkrachten) über Soest und Siegen. Abgefertigt wurde die Post in Brüssel durch das S.P.C./A/E.A. Im B.D. (Besetzten Deutschland) wurden die Sendungen von den einzelnen B.P.S. bei der Bahnpost der nächstgelegenen Bahnstation abgeholt und Sendungen nach Belgien eingeliefert. Mit der Umorganisation, 10. Januar 1949, des DVT, wobei das B.P.A. von Brüssel nach Luik umzog, wurde der Bahnpostwagen von Luik nach Deutschland einem normalen belgischen Zug, seit dem 30. Januar 1949 einem deutschen Zug, angehängt.
In Aachen wurde die Post umgeladen und mit den deutschen Zügen zwischen Aachen und Hagen, später zwischen Aachen und Betzdorf, befördert. Am 16. Januar 1959 musste das Feldbahnpostbüro zugunsten von Postlastkraftwagen aufgehoben. Die Briefe wurden beim Eisenbahntransport normalerweise nicht gestempelt. Das Bahnpostbüro hatte dennoch eigene Stempel „AMBT.MIL.SPWK.“ mit einem Durchmesser von 28 mm und den Unterscheidungsbuchstaben „A“, „B“, „C“ und „D“.

#### Porto
Briefe aus Belgien in den Standardmaßen, bis 20 g. an wehrpflichtige Militärpersonen in Deutschland werden portofrei befördert, wenn sie eine militärische Anschrift und den Vermerk „MD“ (militärischer Dienst) haben. Werden diese Bedingungen nicht erfüllt (zum Beispiel über 20 g.) ist volles Porto zu zahlen. Innerhalb der Bundesrepublik und innerhalb des Dienstes werden alle Briefpostsendungen portofrei befördert. Dies gilt auch für Berufssoldaten. Bedingung ist auch hier eine militärische Adresse und der Vermerk „MD“. Pakete sind innerhalb des BSD nicht zugelassen. Ausgenommen hiervon sind Pakete bis 1 kg Gewicht an die Schüler der Internatsschulen in Deutschland. Dies Pakete werden angenommen und befördert; allerdings ohne jede Verantwortlichkeit durch den Postdienst.

#### Feste Poststellen
| B.P.S. | Garnison                                                                                                  | von – bis                                                                      |
| ------ | --- | ------------------------------------------------------------------------------ |
| 1      | Soest | 6. Mai 1946 – 28. Oktober 1994                                                 |
| 2      | Bad Driburg, später Brilon Stolberg (Rheinland)Propsteier Wald, Camp Astrid und Eschweiler Camp Zeebrugge | 8. April 1946 1. Juni 1947 – 28. April 1956 1. Dezember 1959–1992              |
| 3      | Bensberg Siegen                                                                                           | 7. Juni 1946 1948 – 31. Oktober 1994                                           |
| 4      | Monschau Siegburg Köln-Westhofen                                                                          | 1. April 1946 – 11. Juli 1946 3. Dezember 1955–1957 bis 29. September 1995     |
| 5      | Weiden (Köln 40) Ossendorf                                                                                | 9. Juli 1946 Ende 1949 – 29. September 1995                                    |
| 6      | Neheim-Hüsten                                                                                             | 20. Oktober 1946 – 21. September 1990                                          |
| 7      | Bonn Weiden (Köln 40)                                                                                     | 9. April 1946 – 9. April 1946 Dezember 1949 – 29. August 2003                  |
| 8      | Bensberg (Bergisch Gladbach)                                                                              | 10. Juli 1946–1952                                                             |
| 9      | Aachen Service Militaire Postal (SMP) Div A                                                               | 14. Mai 1946 – 30. Dezember 1983                                               |
| 10     | Lüdenscheid                                                                                               | 10. Oktober 1946–1994                                                          |
| 11     | Bad Godesberg Euskirchen Brakel                                                                           | 22. Oktober 1946 – Dezember 1948 Mitte 49 – 31. Mai 1985 ab 10. September 1986 |
| 12     | Wuppertal – Militärhospital Düren mit Grevenbroich                                                        | 9. Februar 1950 – 10. April 1950 22. Oktober 1951 – 25. Mai 1991               |
| 13     | Vogelsang (Manöver)                                                                                       | zum Beispiel 1951                                                              |
| 14     | Unna Spich (Troisdorf)                                                                                    | 24. März 1950 – 28. Dezember 1955 15. Februar 1957 – 30. September 1995        |
| 27     | Bergen-Hohne (Manöver)                                                                                    | viele Jahre                                                                    |
| 36     | Kassel Xanten                                                                                             | 15. Februar 1957 – 15. August 1970 16. März 1977 – 31. August 1983             |
| 37     | Arolsen                                                                                                   | 23. Oktober 1951 – 31. August 1994                                             |
| 41     | Grefrath und Mönchengladbach                                                                              | Juli 1969 – 27. August 1990                                                    |

#### Manöverpost
Während der Manöver geht die Postversorgung unvermindert weiter. Einheiten, die zu einem Manöver in Belgien beordert sind erhalten ihre Post direkt aus Ans. Bei Manövern in Deutschland wird eine besondere Manöver-Poststelle eingesetzt. So gehörten zum Beispiel zum Manöver „Roaring Lion“ im September 1984 zwei fahrbare Poststellen SPB 15 + 27 zum Aufgebot. Die Postversorgung wird in solchen Fällen mit der Lebensmittelversorgung gekoppelt. Eine Manöveradresse hat wie folgt auszusehen: „SM A.Schmitz / stammnummer / 8 Li op maneuver / SPB 27 B-4090 BSD“

Frühe belgische Feldpoststempel

#### Stempel

##### Bis Februar 1972
Diese Stempel unterscheiden sich durch unterschiedliche Größen der Buchstaben des „POSTES-POSTERIJEN“, zieht man eine Linie unterhalb der Datumzeile, erkennt man den unterschiedlichen Buchstabenabstand, mal beginnt oder endet er oberhalb, unterhalb oder mit der Linie. Mal ist Nummer merklich größer als die Buchstaben in „B.P.S.“, mal kleiner. Es gibt Rollenstempel.

Belgische Feldpoststempel ab 1972

##### Ab März 1972
Hier sind folgende Unterscheidungen möglich: mit oder ohne Punkt zwischen „POST“ und der Unterscheidungsnummer, mit oder ohne Unterscheidungsbuchstaben rechts und links der Datumzeile oder unter „POST“, und dann mal in großen, mal in kleineren Ziffern, die Ziffern von „4090“ sind ebenfalls mal groß mal klein. Beim Stempel „POST.X1“ findet man der „4090“ ein paar Punkte. Der Freude an der Suche nach Abweichungen, weŕs mag, sind kaum Grenzen gesetzt. Zudem gibt es Rollenstempel und Freistempel.

##### Sonderstempel
Seit 1963 verwendet die belgische Feldpost in Deutschland Sonderstempel zu Veranstaltungen der Belgisch-Deutschen-Vereinigung in Köln, einer Briefmarkenausstellung in Junkersdorf, von einer Veranstaltung der Deutsch-Belgischen Gesellschaft in Arolsen um nur einige zu nennen.

##### Besonderheiten
Die Notwendigkeit ergibt sich aus der besonderen Behandlung eines Briefes oder Dokuments. Es werden nur die, für die Feldpost notwendigen Stempel beschrieben. So hatte jede Poststelle, auch die Manöver S.P.B., hat einen kleinen und einen größeren zweizeiligen Metallstempel die auf Blanko-Einschreibzetteln abgeschlagen wurden.
Die unterschiedlichen Einlieferungsscheine bleiben Eigentum der Postkunden und können somit eine Sammlung wesentlich erweitern. Auf diesen, sehr unterschiedlichen, Scheinen finden wir häufig den oben beschriebenen, großen zweizeiligen Stahlstempel „POST / BPS ..“ und natürlich auch den kleinen Stempel. Dieselben Stempel finden wir auch auf den Abschnitten von Postanweisungen und als Absenderstempel auf Dienstbriefkarten die von einer Poststelle ausgehen.
In Postsparbüchern, am 1. März 1972 eingeführt, findet sich häufig ein kleiner einzeiliger Stempel „BPS + Nummer“ oder „POST + Nummer“. Ein weiterer Einzeiler wird ebenso für Beutelfahnen verwendet .... wie ein größerer Stempel „BPS + Nummer“ bzw. ab 1. März 1972 „POST + Nummer“
Beim BPS 7 wird versucht die unzustellbaren Sendungen doch noch einer Zustellung zuzuführen. Sind diese Bemühungen fruchtlos, wird die Sendung an den Absender zurückgeleitet. Für diese unbestellbare Sendung wird ein zweisprachiger und zweizeiliger Stempel in rot abgeschlagen „ONBEKEND * Opzoekingsdienst SPB 7 / INCONNU * Service des recherches BPS 7“. Daneben gibt es auch Sendungen, die von den Poststellen direkt zurückgeleitet werden mit der Bemerkung: „terug aan afzender, ontoereikend adres, onbekend.. etc.“, in vielen Formen als Stempel, Aufkleber oder handschriftlich.. Überfrankierte Sendungen erhalten den Vermerk „Gefrankeerd door afzender“ oder „Afranchi par l'envoyeur“.
Um den deutschen Postbeamten nicht zu veranlassen, in bestimmten Fällen Nachporto zu erheben wird von den B.P.S ein zweizeiliger Stempel abgeschlagen. „POSTES MILITAIRE BELGE / Ermäßigte Gebühr“. Offensichtlich wurde dieser Stempel nicht zentral angeschafft, dagegen spricht die Formenvielfalt. Dieser Stempel wird nur noch in wenigen Fällen abgeschlagen, und zwar nur in der Beziehung der Militärpost mit der Bundespost und nur bei Briefen über 20 g sowie auf Postsendungen (Drucksachen, Streifband etc.) bei denen der belgische Inlandtarif nicht dem Auslandstarif nach Deutschland entspricht. Der einheitliche Tarif innerhalb der Europäischen Gemeinschaft gilt bekanntlich nicht für alle Sendungen.

##### Wahlbriefe
Als weitere Besonderheit sind die Wahlbriefumschläge wie sie anlässlich der Wahlen in Belgien vorkommen. Sie müssen den Vermerk „LOI ELECTORALE.-Kieswet“ tragen und an eine Wahlbriefdienststelle gerichtet sein. Wenn diese zwei Voraussetzungen erfüllt sind, werden diese Briefe portofrei per Einschreiben versandt.
Für die Wahlen vom 6. März 1974 sind Maschinenstempel verwendet worden. Sie wurden rot abgeschlagen und sind extrem selten aufzufinden.

#### Frankierung
Die Tarifverhältnisse sind für einen Außenstehenden nicht so leicht verständlich. Immerhin gibt es drei unterschiedliche Tarife für:
- a.) Wehrdienstleistende nach Belgien
- b.) Berufssoldaten und deren Angehörige nach Belgien und
- c.) Sendungen in die Bundesrepublik und in die anderen EG-Länder.

Hinzu kommen die laufenden Veränderungen was sowohl die Portofreiheit als auch was die Tarife angeht.
- über die Deutsche Bundespost; Einlieferung bei der DBP, mit deutschen Postwertzeichen frankiert (direkt und schnell) oder
- über die belgische Feldpost in Deutschland: Frankierung mit belgischen Postwertzeichen, wobei die Militärpostmarken nicht zugelassen waren. Diese Post wurde der DBP über die Austauschämter zur Weiterbeförderung übergeben (langsam aber billiger).

Für die Portoberechnung der Angehörigen des S.B.S.D. des „Sektor der Belgische Strijdkrachten in Duitsland“ galten zu verschiedenen Zeiten unterschiedliche Tarife für Briefe bis 20 g. und für Post- und Ansichtskarten.
Für zivile Angestellte und Schullehrer galt in jedem Fall der in Belgien gültige Inlandtarif.
Für Wehrpflichtige galt im Briefwechsel mit Familie, Verlobten oder mit Bekannten völlige Portofreiheit, seit dem 17. Juli 1967 auch an eine Firma oder Organisation. Portofrei waren Briefe bis 20 g., Post- oder Ansichtskarten. Innerhalb der SBSD ist der gesamte Briefwechsel für alle portofrei.
Bei Übergewicht war das volle belgische Inlandporto zu zahlen. War dies übersehen worden, so musste Nachporto erhoben werden.
Seit dem 1. März 1879 (UPU Kongress in Paris) wurde in Belgien das Doppelte des fehlenden Betrags als Nachporto erhoben. Bis zum 26. März 1976 änderte sich daran nichts. Seit dem 27. Juni 1976 wurde zum fehlenden Portoanteil eine Einzugsgebühr in Ansatz gebracht.

## Militärmarken
- Zwischen dem 20. September 1919 bis zum 1. Juni 1921 wurden belgische Marken mit „ALLEMANGE / DUITSCHLAND“ überdruckt verwendet. Sie dienten ausschließlich den belgischen Besatzungstruppen und deren Gefolge im Postverkehr mit Belgien, Belgisch-Kongo sowie Frankreich mit seinen Kolonien. Die Marken waren bis zum 30. April 1931 gültig.
- Am 2. September 1939 wurde eine Paketmarke halbiert und als Päckchenmarken für Militärsendungen verwendet. Am 1. Oktober 1939 wurde zum gleichen Zweck ein Postpaketmarke mit dem blauen Aufdruck „M / 3 Fr.“ überdruckt.
- Seit dem 17. Juli 1967 gab man eigene Briefmarken heraus, deren Wertangabe der Hälfte des normalen Inland-Briefporto für einen einfachen Brief bis 20 g. entsprachen. Seit dem 1. Januar 1977 besteht für die Marken kein Bedarf mehr. Berufssoldaten und Angehörige hatten von da an belgisches Inlandporto zu zahlen.